# هيتوشي يازاكي
هيتوشي يازاكي (باليابانية: 矢崎仁司)، ولد في 20 نوفمبر 1956 في ياماناشي، اليابان) هو مخرج وكاتب ياباني. يعد من أقل المخرجين شهرة في العالم واليابان وأكثر أعماله شهرة فيلم كعك الفراولة . أخرج حوالي إحدى عشر فيلماً.

## وصلات خارجية
هيتوشي يازاكي على قاعدة بيانات الأفلام على الإنترنت